# Monochrome Display Adapter

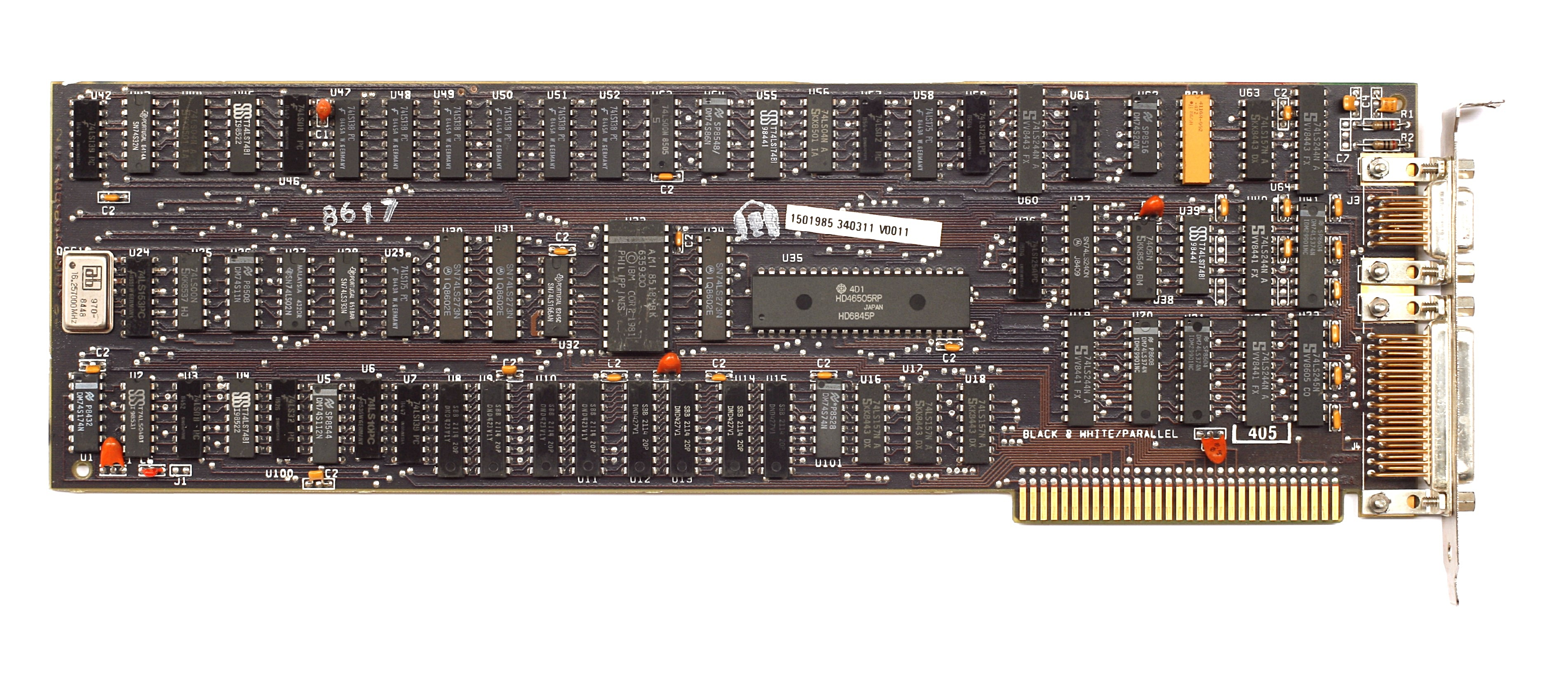
IBM MDA instickskort som använder ett Hitachi HD6845 chip (MC6845) och har en parallellport.

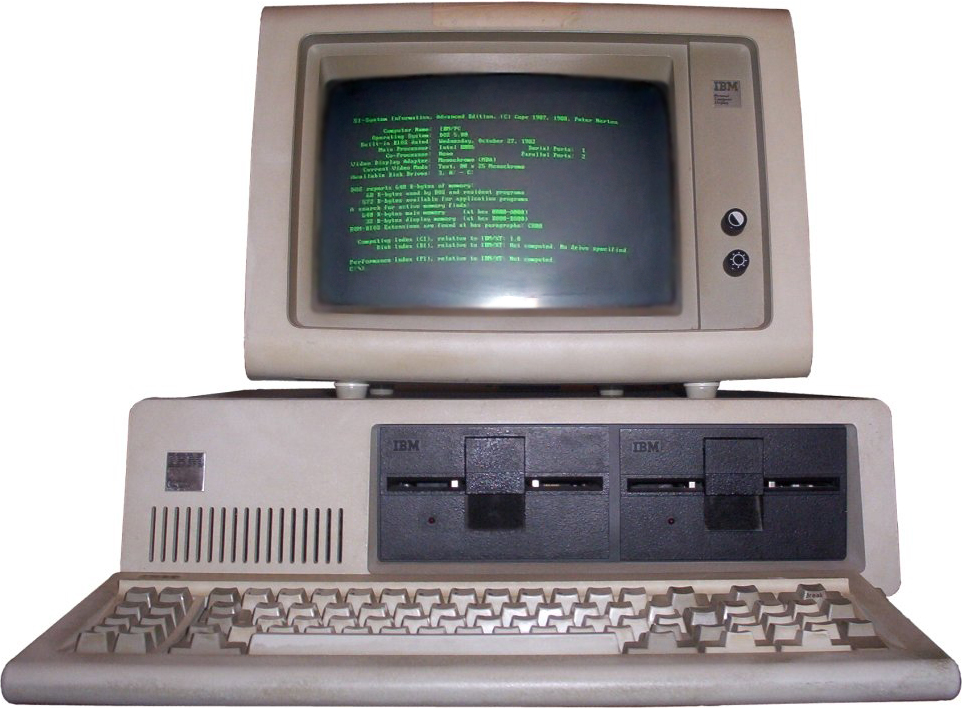
IBM 5151, en skärm driven av ett kort med Monochrome Display Adapter.

Monochrome Display Adapter (MDA, även MDA card, Monochrome Display and Printer Adapter, MDPA) introducerades 1981 och var IBMs standard för grafikkort. Det var även bildskärmsstandarden för IBM PC. MDA saknade pixel-adresserbart grafikläge och hade endast ett enda monokromt textläge (PC grafikläge 7), som kunde visa 80 kolumner med 25 linjer av högupplöst text eller symboler.
Standardkortet var utrustat med 4 kB grafikminne. Den höga teckenupplösningens skärpa avsåg att underlätta företagande och ordbehandlingsanvändning: Varje tecken visades i en box av 9 x 14 pixlar där 8 x 14 utgjorde själva tecknet och de andra pixlarna användes för utrymmet mellan teckenkolumner och linjer. En del tecken, såsom gemenen "m", visades som 8 pixlar brett.
MDA hade följande teckenattribut: osynlig, understrykning, normal, ljus (fet), inverterad samt blinkande. En del av dessa attribut kunde kombineras så att ett tecken exempelvis kunde vara både fetstilt och understruket.
Den totala skärmupplösningen i teorin är 720 x 350 pixlar. Dessa siffror nås genom att beräkna teckenbredden (9 pixlar) med antal kolumner text (80) och teckenhöjden (14 pixlar) med antal rader text (25). Dock så kan inte enskilda pixlar adresseras; endast textläge kan användas, vilket begränsar antal teckenmönster till 256 olika tecken. Dess teckensätt är känt som kodtabell 437 (CP437). Tecknens utseende är lagrat i ROM på instickskortet och kan därför inte förändras med mjukvara. Det enda sättet att simulera "grafik" var genom ASCII-konst.
IBM:s ursprungliga MDA-instickskort inkluderade en parallellport vilket gav upphov till dess ursprungliga svenska namn "Monokrom Skärm och Skrivaradapter" och som vilket eliminerade behovet av ett separat parallellgränssnitt på datorer med detta kort.

## Specifikationer

### Kontakten
Pin nummer (om man tittar på sockeln):

| Pinne | Funktion           |
| ----- | ------------------ |
| 1     | Jord               |
| 2     | Jord               |
| 3     | Ej använd          |
| 4     | Ej använd          |
| 5     | Ej använd          |
| 6     | Intensitet         |
| 7     | Video              |
| 8     | Horisontalsynk (+) |
| 9     | Vertikalsynk (-)   |

### Signal
| Typ            | Digital, TTL |
| Upplösning     | 720h × 350v  |
| H-frekvens     | 18.432 kHz   |
| V-frekvens     | 50 Hz        |
| Färger         | 1            |
| Färgintensitet | 2-4          |